# 우시오다정
우시오다정(일본어: 潮田町)은 1923년 4월 1일부터 1925년 4월 1일까지 존재했던 일본 가나가와현 다치바나군의 정이다. 

## 지리
현재의 요코하마시 쓰루미구 동부에 해당한다.

## 역사
- 1889년 4월 1일 -정촌제 시행에 의해 다치바나군 마치다촌이 성립하였다.
- 1923년 4월 1일 - 마치다촌이 정으로 승격과 동시에 우시오다정으로 개칭되었다.
- 1925년 4월 1일 - 쓰루미정에 편입해, 동일 우시오다정은 폐지되었다.
- 1927년 
  - 4월 1일 - 쓰루미정이 요코하마시에 편입되었다.
  - 10월 1일 - 요코하마시가 구제를 시행해 쓰루미구가 되었다.

## 교통

### 철도
- 철도성(→ JR동일본)
  - 도카이도 본선 : 정역내를 통과하고 있지만, 역은 존재하지 않았다
- 게이힌 전기철도 (현 게이힌 급행전철
  - 본선
- 가이칸 전기궤도 (폐선)
  - 본선
- 쓰루미 임항철도

### 도로
- 게이힌 국도 (현 국도 제15호선

## 참고 문헌
- 角川日本地名大辞典編纂委員会,『角川日本地名大辞典 神奈川県』1984, 角川書店